# Jüdischer Weltkongress
Der Jüdische Weltkongress (hebräisch הקונגרס היהודי העולמי; englisch World Jewish Congress, WJC) ist eine internationale Vereinigung von jüdischen Gemeinschaften und Organisationen. Der Anspruch des WJC ist die Vertretung der politischen Belange aller Juden in der Diaspora, also jener, die außerhalb des Staates Israel leben. Mitglieder im WJC sind die repräsentativen Dachorganisationen der jüdischen Gemeinden in den jeweiligen Ländern sowie internationale jüdische Organisationen. Der Jüdische Weltkongress bemüht sich um Konsensbildung zwischen verschiedenen jüdischen Gruppen unterschiedlicher politischer und religiöser Orientierungen. Daneben ist der Jüdische Weltkongress auch an interreligiösen Gesprächen mit christlichen und muslimischen Gruppen beteiligt.

## Organisation
Der Hauptsitz befindet sich in New York City. Der WJC hat zudem Büros in Brüssel, Paris, Moskau, Buenos Aires und Genf. Am 10. Juni 2007 wurde Ronald Lauder zum Nachfolger Edgar M. Bronfmans als Präsident des WJC gewählt.

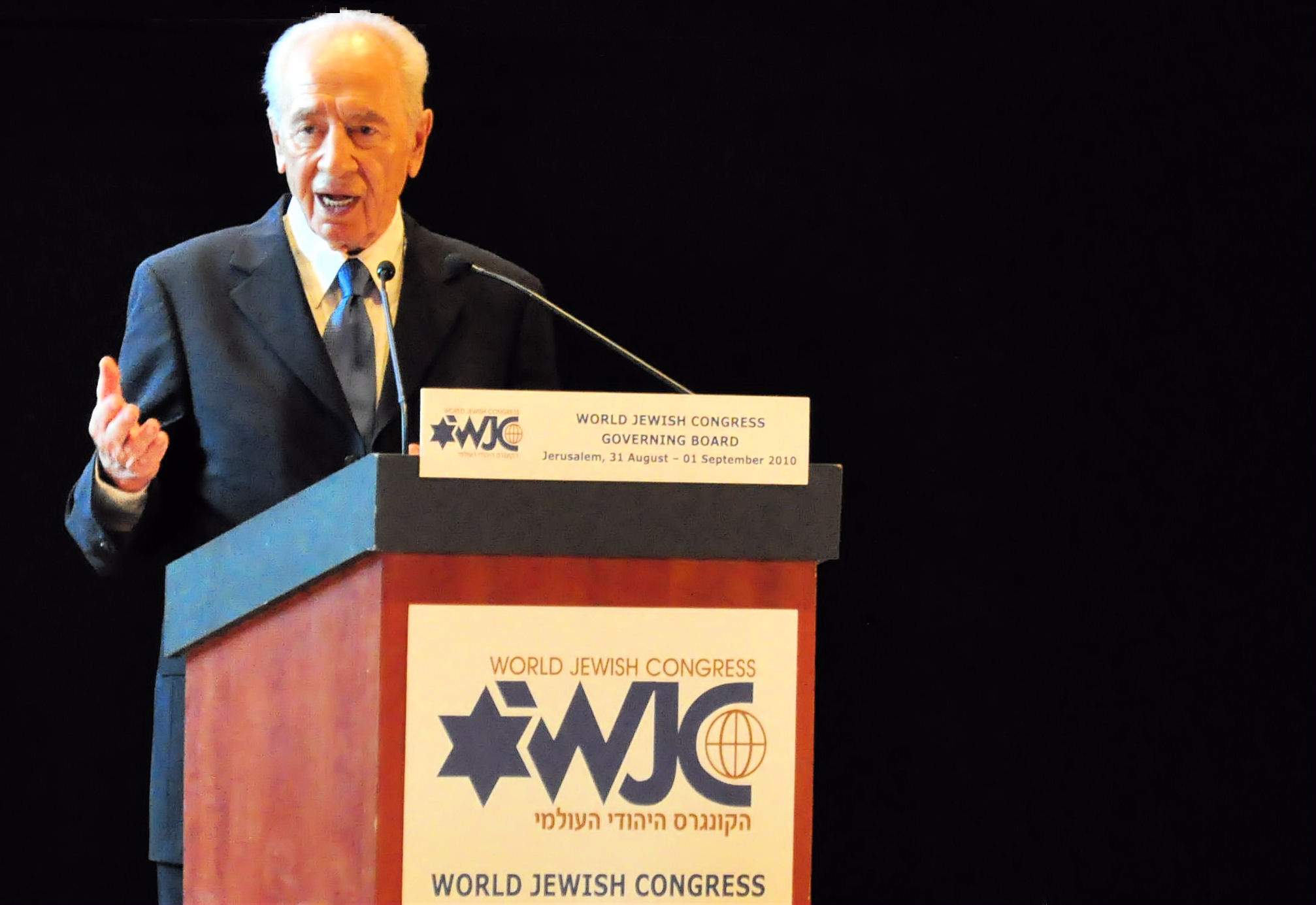
Israels Präsident Shimon Peres spricht zu den Delegierten eines WJC-Treffens in Jerusalem, August 2010

Dem Jüdischen Weltkongress sind jüdische Dachverbände in 103 Ländern angeschlossen, darunter der Zentralrat der Juden in Deutschland, der Schweizerische Israelitische Gemeindebund sowie der Bundesverband der Israelitischen Kultusgemeinden Österreichs.
Der WJC hat fünf regionale Untergliederungen, die zum Teil autonom arbeiten: den Eurasischen Jüdischen Kongress, den Europäischen Jüdischen Kongress, den Lateinamerikanischen Jüdischen Kongress, den WJC-Israel sowie den WJC-Nordamerika.
Trotz seines Namens ist der Weltkongress eine permanente Organisation. Sein oberstes beschlussfassendes Organ ist die alle vier Jahre stattfindende Plenarversammlung, die den Vorstand (Exekutivkomitee) wählt und die Richtlinien der Arbeit des Verbandes bestimmt. Alle Mitgliedsverbände entsenden entsprechend der Zahl der im jeweiligen Land lebenden Juden Delegierte zu Plenarversammlung. Im Januar 2009 versammelten sich über 400 Vertreter aus 62 Ländern für die 13. WJC-Vollversammlung in Jerusalem.
2013 fand die 14. WJC-Vollversammlung vom 5. bis 7. Mai statt. Als Tagungsort wurde Budapest gewählt, um ein Zeichen gegen den in Ungarn wachsenden Antisemitismus zu setzen.
Der World Jewish Congress hielt vom 23. bis 25. April 2017 seine 15. Vollversammlung in New York ab. Es war das erste Mal in seiner 80-jährigen Geschichte, dass das oberste Leitungsgremium der WJC seine vierjährige Vollversammlung in den Vereinigten Staaten abhielt.
Der Jüdische Weltkongress veranstaltete vom 17. bis 18. Juni 2019 in der rumänischen Hauptstadt Bukarest das erste internationale Treffen von Sondergesandten und Koordinatoren zur Bekämpfung des Antisemitismus (Special Envoys and Coordinators Combating Antisemitism (SECCA)), in dem sich 32 Repräsentanten trafen, die sich speziell für den Schutz jüdischer Gemeinden einsetzen, um zusammen mit mehr als 50 der besten Profis in der jüdischen Welt bewährte Praktiken zu erörtern. Das Treffen wurde unter der Schirmherrschaft und unter Beteiligung der rumänischen Präsidentschaft des Rates der Europäischen Union in Zusammenarbeit mit dem WJC organisiert. Es fand zeitgleich mit dem 6. National Community Directors-Forum des WJC statt, einem jährlichen Treffen von mehr als 50 der wichtigsten Vertreter der WJC-Mitgliedsgemeinden, um die wichtigsten Fragen zu erörtern, mit denen die jüdischen Gemeinden heute konfrontiert sind. Im Fokus stand insbesondere der weltweit zunehmende Antisemitismus.

## Geschichte

### Gründung und Ziele

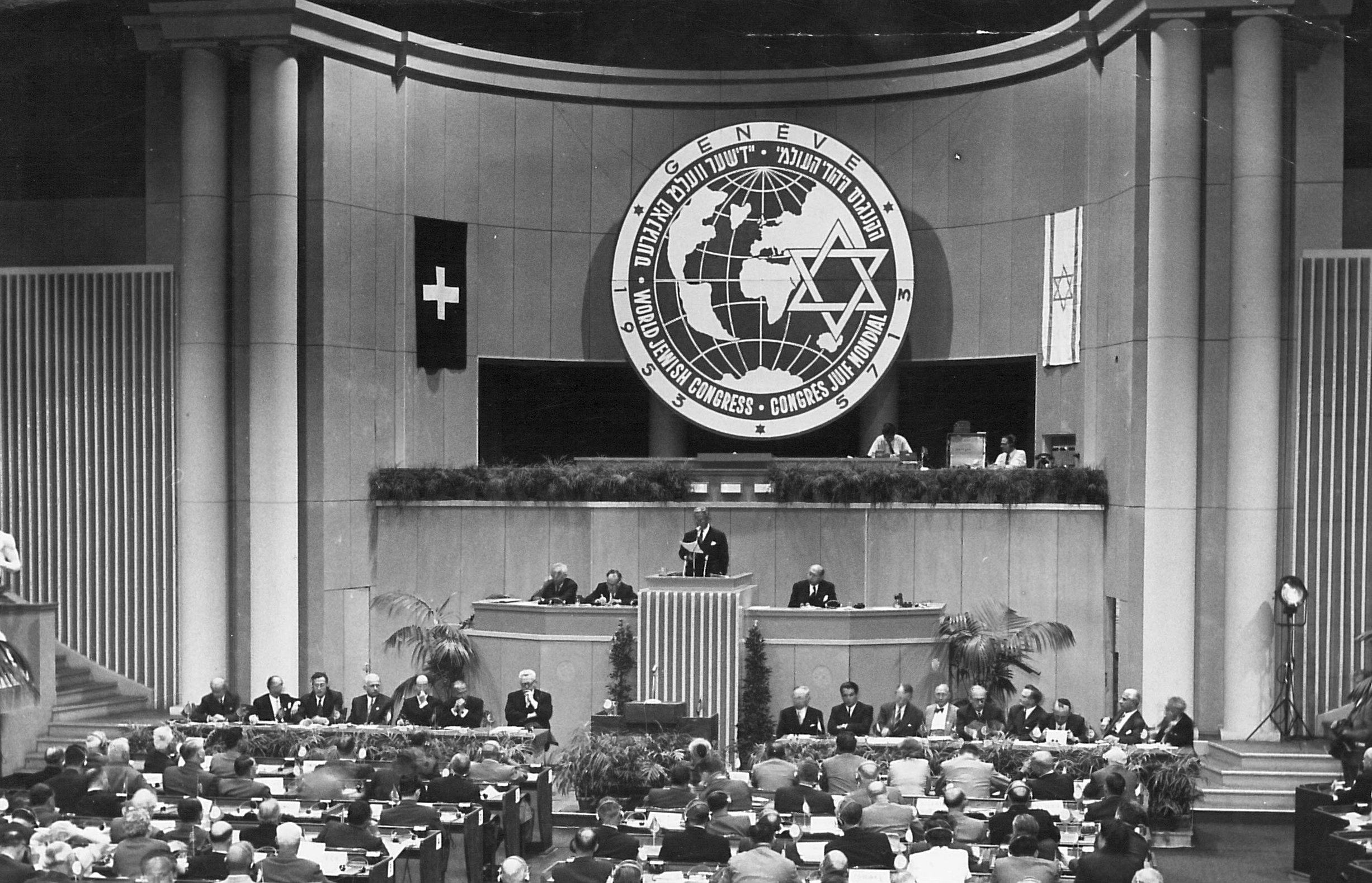
Dritte Vollversammlung des Jüdischen Weltkongresses in Genf 1953

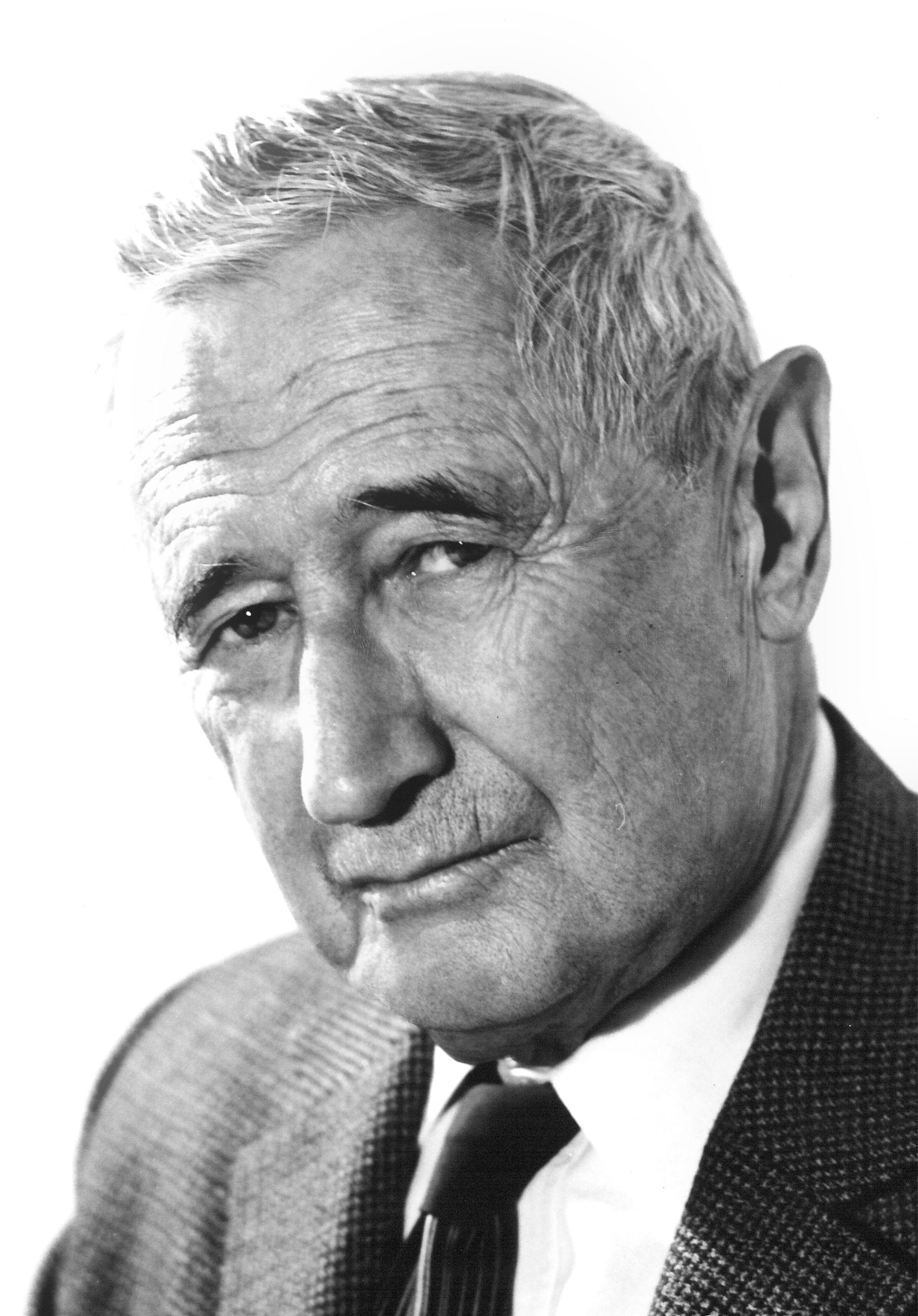
Nahum Goldmann, Präsident des WJC 1949–1977

Der WJC wurde am 13. August 1936 in Genf u. a. von Nahum Goldmann, der ihm später als Präsident vorstand, und Vertretern aus 32 Nationen gegründet. Vorbild für den WJC war der bereits 1918 gegründete American Jewish Congress, der gezielt ein breit legitimiertes und in der politischen Meinungsbildung aktives Gegengewicht zu den bestehenden großbürgerlichen jüdischen Organisationen darstellen sollte. Eine weitere Vorläuferorganisation war das 1919 vor dem Hintergrund der Pariser Friedenskonferenz entstandene Comité des Délégations Juives. Erster Präsident der Organisation wurde Stephen Wise.
Der WJC ist seit seiner Gründung auch eine zionistische Organisation. Zwar hielt Nahum Goldmann die Schaffung eines eigenen Staates Israel nach dem Ersten Weltkrieg noch für verfrüht, jedoch engagierte er sich ab den späten 1920er Jahren zunehmend dafür.

### Zeit des Nationalsozialismus
Seit der Machtergreifung der Nationalsozialisten 1933 bemühte sich der WJC verstärkt um Hilfe für auswanderungswillige europäische Juden. Zunächst blieben seine politischen Erfolge aber begrenzt. Zwar erreichte der WJC ein Auswanderungsrecht für Juden aus dem 1935 an das Deutsche Reich angeschlossenen Saarland, er konnte aber den Völkerbund nicht zu einem gemeinsamen Wirtschaftsboykott gegen das „Dritte Reich“ bewegen. Nicht einmal alle WJC-Mitglieder befürworteten diesen Plan.
Aus der Zeit des Nationalsozialismus bekannt geworden ist Ignacy Schwarzbart, der sowohl jüdisches Mitglied der polnischen Nationalversammlung – des Parlaments der Exilregierung – war als auch Beauftragter des WJC in England, zuständig für polnisch-jüdische Angelegenheiten.

### Nachkriegszeit
Nach dem Zweiten Weltkrieg und unter dem Eindruck des Holocaust verstärkte der WJC seine politischen Interventionen, um gefährdeten Juden auf der ganzen Welt, zu jener Zeit vordringlich im Ostblock und arabischen Ländern, zu helfen und ihnen ab 1949 auch die Auswanderung nach Israel zu ermöglichen. Neben Organisationen wie der Jewish Claims Conference trat er gegenüber Deutschland stets für eine Wiedergutmachung für die Überlebenden und die Nachkommen der während der NS-Zeit verfolgten Juden ein.
Im Nahen Osten engagierte sich WJC-Präsident Nahum Goldman bis zu seinem Tod für eine Politik des Ausgleichs zwischen Israel und dessen arabischen Nachbarn und suchte das Gespräch mit Gamal Abdel Nasser und Jassir Arafat. Während er stets die Zuwanderung von Juden aus der Region nach Israel unterstützte, war er mitunter auch ein profunder Kritiker der offiziellen israelischen Politik.

### Die „Waldheim-Affäre“
Durch die „Waldheim-Affäre“ wurde der WJC einer breiteren Öffentlichkeit bekannt. Der ehemalige UN-Generalsekretär Kurt Waldheim kandidierte 1986 für das Amt des Bundespräsidenten Österreichs. Im Wahlkampf wurden seine Mitgliedschaften im SA-Reiterkorps, im NSDStB und seine Tätigkeit als Ordonnanzoffizier in der Heeresgruppe E bekannt, die 1942 bis 1945 an verschiedenen Kriegsverbrechen auf dem Balkan und Deportationen von griechischen Juden beteiligt gewesen war. Über diese Lebensphase hatten autobiografische Veröffentlichungen nichts enthalten.
Der WJC wurde ab Mitte März 1986 zum Hauptankläger Waldheims und legte bis zu seiner Wahl zum Bundespräsidenten wiederholt Dokumente vor, die seine Verwicklung in NS-Verbrechen behaupteten. Der WJC beantragte mit Erfolg, dass das US-Justizministerium Waldheim auf eine „watch list“ für mutmaßliche Kriegsverbrecher setzte, so dass ihm als Privatperson eine Einreise in die USA zeitlebens verboten blieb. Von Seiten Waldheim nahestehender Personen wurde dies als „Hetzkampagne“ gegen Österreich bezeichnet. In diesem Kontext wurden auch antisemitische Vorurteilsstrukturen offen sichtbar bzw. wiederbelebt. So wurde der WJC von rechtsextremen Kreisen mit US-amerikanischen Medien zusammen unter die Metapher der „Ostküste“ subsumiert, einer Chiffre dieser Kreise für „das Weltjudentum“. Im Zuge der Wahlkampagne wurde der Slogan „Jetzt erst recht“ plakatiert und Waldheim wurde zum Bundespräsidenten gewählt. Die Affäre hatte zur Folge, dass Historiker verstärkt die Geschichte von Österreich in der Zeit des Nationalsozialismus untersuchten, und die Kanzlerparteien Österreichs übernahmen – allerdings erst viel später – Verantwortung (Entschuldigung durch Bundeskanzler Vranitzky, SPÖ; Opferentschädigungen und Restitution unter Bundeskanzler Schüssel, ÖVP).
Die österreichische Bundesregierung setzte eine internationale Historikerkommission ein, die Waldheim keine Kriegsverbrechen nachweisen konnte, aber zu dem Schluss kam, dass er in seiner Position detaillierte Kenntnisse davon gehabt haben muss und in der öffentlichen Diskussion Teile seiner militärischen Tätigkeit verschwiegen bzw. falsche Angaben dazu gemacht hatte. Waldheim bestritt weiter, vor 1945 von Kriegsverbrechen seiner Heereseinheit gewusst zu haben, und blieb während seiner sechsjährigen Amtszeit als Bundespräsident (bis 1992) außenpolitisch weitgehend isoliert.

### Kritik an der Europäischen Kommission
Europaweit sorgte der WJC im Dezember 2003 dadurch für Aufsehen, dass er einen von der Europäischen Stelle zur Beobachtung von Rassismus und Fremdenfeindlichkeit (EUMC) beim Berliner Zentrum für Antisemitismusforschung in Auftrag gegebenen, aber seit Erhalt im Januar nicht veröffentlichten Bericht zum Antisemitismus in Europa der Öffentlichkeit zugänglich machte. Die EUMC vertrat den Standpunkt, der Bericht weise qualitative Mängel auf (was das Berliner Zentrum zurückwies) und müsse vor einer Veröffentlichung erst überarbeitet werden. Der WJC kritisierte hingegen, dass zwar dieser Bericht zurückgehalten werde, weil er die Beteiligung muslimischer Minderheiten an antisemitischen Vorfällen in Europa zum Inhalt habe und so die Islamophobie anheizen könnte, die Europäische Kommission aber kurz zuvor eine Meinungsumfrage veröffentlicht hatte, in der 59 % der Befragten Israel als größte Gefahr für den Frieden in der Welt genannt hatten. In diesem Zusammenhang hatten die beiden Präsidenten des WJC, Edgar Bronfman sen. und Cobi Benatoff, der Kommission in einem Beitrag für die Financial Times Antisemitismus vorgeworfen.
Der Konflikt wurde schließlich nach Gesprächen zwischen Vertretern der Europäischen Kommission unter Kommissionspräsident Romano Prodi und des WJC sowie des Europäischen Jüdischen Kongresses (EJC) beigelegt. Von Seiten der Kommission wurde zugesagt, ein zuvor abgesagtes Seminar mit jüdischen Organisationen zur Bekämpfung des Antisemitismus doch durchzuführen.

### Kritik am Weltkirchenrat
Der WJC kritisierte den „Apartheid“-Vorwurf durch den Ökumenischen Rat der Kirchen (ÖRK) gegenüber Israel im Sommer 2025. WJC-Vizepräsident Maram Stern betonte, dass die Verfasser der Erklärung vom Weltkirchenrat vergessen hätten, dass Israel sich in diesem Krieg verteidigt, nachdem die Hamas einen Terrorangriff durchgeführt hat und nicht kapitulieren will. Außerdem werden die Rollen Irans und der Hisbollah verschwiegen, die den jüdischen Staat auslöschen wollen. In der Stellungnahme wurde auch auf die „einseitige Verdammung Israels“ hingewiesen.

## Präsidenten
- Stephen Wise (1936–1949)
- Nahum Goldmann (1949–1977)
- Philip M. Klutznick (1977–1979)
- Edgar M. Bronfman (1979–2007)
- Ronald S. Lauder (seit 2007)

## Antisemitismusbeauftragter des Jüdischen Weltkongresses
Julius Meinl V. wurde im Oktober 2017 zum Antisemitismusbeauftragten des Jüdischen Weltkongresses für die Bekämpfung des Antisemitismus ernannt.

## Weitere jüdische Interessenvertretungen
- American Israel Public Affairs Committee (AIPAC)
- American Jewish Committee
- American Jewish Congress
- Anti-Defamation League (ADL)
- B’nai B’rith
- Conference of Presidents of Major American Jewish Organizations
- Jewish Claims Conference

## Theodor-Herzl-Preis
Dieser Preis wird jährlich von der WJC Männer und Frauen verliehen, um ihre außergewöhnlichen Bemühungen für Israel und die zionistische Sache zu würdigen. Der Preis wurde erstmals 2004 anlässlich des 100. Todestages von Theodor Herzl verliehen.
Preisträger sind unter anderem:
- 2014: Axel Springer, postum
- 2019: Angela Merkel, Nikki Haley[10]
- 2021: Albert Bourla[11]
- 2022: Reuven Rivlin[12]